# Trần Xanh
Trần Xanh (sinh ngày 2 tháng 4 năm 1927 – ngày 12 tháng 8 năm 1988) là Thiếu tướng Quân đội nhân dân Việt Nam, nguyên Phó Tư lệnh Quân chủng Phòng không-Không quân (Việt Nam).

## Thân thế và sự nghiệp
Ông sinh ra và lớn lên ở thôn Tứ Mỹ, xã Sơn Châu, huyện Hương Sơn, tỉnh Hà Tĩnh.
Tháng 7 năm 1961, ông cùng: Nguyễn Quang Tuyến, Trần Nhẫn, Trần Xanh, Nguyễn Văn Ninh, Hồ Sĩ Hưu, Lê Thanh Cảnh…là lớp cán bộ đầu tiên được cử sang Liên Xô học về Tên lửa tại Học viện Phòng không Ki-ép.
Tháng 10 năm 1964, ông tiếp thục theo học khóa học bổ túc cao xạ 57 mm tại Trường Sĩ quan Phòng không Quân chủng Phòng không Không quân.
Tháng 5 năm 1967, ông là Trung đoàn trưởng Trung đoàn Tên lửa 236.
Tháng 10 năm 1969, Tham mưu trưởng Sư đoàn Phòng không 361 Việt Nam.
Tháng 7 năm 1971, Phó Tư lệnh Sư đoàn Phòng không 361.
Tháng 5 năm 1979, ông được bổ nhiệm giữ chức vụ Sư đoàn trưởng Sư đoàn Phòng không 361.
Tháng 9 năm 1982, ông là Phó Tư lệnh kiêm Cục trưởng Cục Huấn luyện Nhà trường Quân chủng Phòng không.
Tháng 4 năm 1984, ông được Chính phủ phong quân hàm Thiếu tướng
Thiếu tướng Trần Xanh mất ngày 13 tháng 8 năm 1988 tại Hà Nội.